# Shreve, Lamb and Harmon

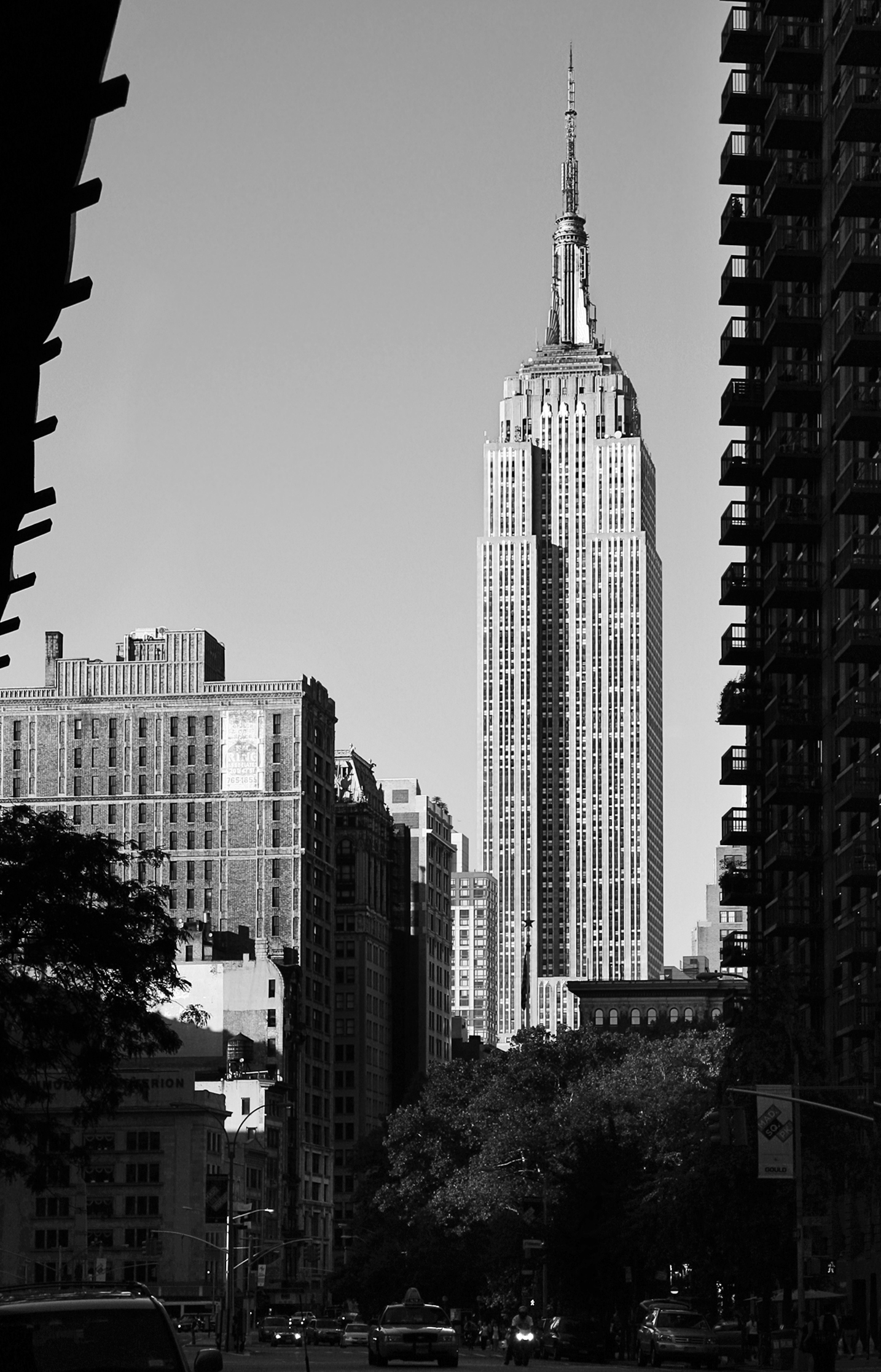
Edificio Empire State.

Shreve, Lamb and Harmon fue un estudio de arquitectura, conocido por haberse encargado del diseño del edificio Empire State, el edificio más alto del mundo en el momento de su finalización en 1931.

## Historia
El estudio fue fundado en 1920 como Shreve & Lamb, una sociedad de Richmond Harold ("R.H.") Shreve, un canadiense de Nueva Escocia y William F. Lamb de Brooklyn, Nueva York,(Estados Unidos) Shreve era el administrador mientras que Lamb era el diseñador. Los dos se conocieron mientras trabajaban en Carrère & Hastings y Shreve & Lamb fue inicialmente una empresa de Carrère & Hastings. En 1924 los dos decidieron dejar Carrère & Hastings y se convirtieron en una empresa arquitectónica autónoma.
En 1929 Arthur Loomis Harmon de Chicago se unió a Shreve & Lamb y el estudio se convirtió en Shreve, Lamb & Harmon. Antes de incorporarse al estudio, las obras de Harmon incluían monumentos de batalla en Tours, Cantigny y Sommepy-Tahure en Francia, una YMCA en Jerusalén y el hotel Shelton en Nueva York.
Para la construcción del edificio Empire State, Lamb era responsable del diseño, mientras que las habilidades de planificación de Shreve facilitaron la terminación de la construcción en un año. Las habilidades de planificación de Shreve fueron reconocidas en Nueva York y estuvo involucrado en proyectos fuera de la firma, tales como el comité de eliminación de arrabales de Nueva York.
El enfoque principal de Shreve, Lamb & Harmon eran edificios de oficinas comerciales, y su trabajo en esa área fue definido como de repuesto y funcional en 2010 por la Comisión para la Preservación de Monumentos Históricos de Nueva York. Sin embargo, el estudio completó numerosos proyectos residenciales, tales como el n.º 130 de East 57th Street, y esta faceta del trabajo de la empresa fue llevada a cabo en Neo-Tudor, así como en otros estilos populares históricos de la década de 1920.

## Edificios notables
- Edificio Reynolds, Winston-Salem, 1929
- 521 Fifth Avenue, (también conocido como el edificio nacional Lefcourt), 1929
- 740 Park Avenue, (con Rosario Candela), 1930
- 500 Fifth Avenue, 1931
- Edificio Empire State, 1930-1931
- 14 Wall Street, (anteriormente The Bankers Trust Company Building), 1931-1932
- Edificio Federal y Tribunal de Justicia Joel W. Solomon, Chattanooga, (Tennessee, 1932
- 99 John Deco Lofts, (anteriormente The Great American Insurance Company Building), 1933
- YMCA internacional de Jerusalén, (el arquitecto en esta construcción es Arthur Loomis Harmon), Jerusalén,(Israel), 1933
- Edificio Acacia, Washington D. C., 1936
- Hill Building, (anteriormente Torre SunTrust, edificio CCB o banco central de Carolina y edificio Trust), Durham, Carolina del Norte, 1935-1937
- Sede Lever Brothers Co., Cambridge, Massachusetts, 1938
- Hunter College, 1940
- Edificios Parkchester, 1939-1942
- Edificios Best and company, 1947, (demolidos)
- 1740 Broadway, (anteriormente el edificio Mony y edificio mutual de Nueva York), 1950
- Tribunal Supremo de Nueva York, 1957
- Universidad de Columbia, 1960
- Centros unidos de ingeniería, (demolido en 1997), 1961
- 280 Park Avenue, (anteriormente The bankers trust building con Emery Roth), 1961
- 222 Broadhigan), 1964
- 245 Park Avenue (anteriormente the Bear Stearns Building, American Brands Building, and American Tobacco Company Building), 1967
- 1250 Broadway, (anteriormente Edificio Cooper-Bregstein), 1967-1968
- 475 Park Avenue South, 1969
- Gouverneur Hospital, 1970
- Torre Textron, (anteriormente Edificio 40 Westminster y Antigua torre de piedra), Providence (Rhode Island), 1972
- 55 Church Street, New Haven, Connecticut, 1974
- Edificio Deutsche Bank, (anteriormente the Bankers Trust Plaza, ahora demolido) 1974
- 3 Park Avenue, 1975